# Констант II (узурпатор)
Констант II (лат. Constans; казнён в 411) — римский император-узурпатор в 410—411 годах.

## Биография
Констант был старшим сыном узурпатора Константина III, который восстал против власти императора Западной Римской империи Гонория в 406 или 407 году. Как сообщает Орозий и другие авторы, до вступления на престол отца Констант был монахом. В 408 году Констант стал цезарем и был послан в Испанию, где подавил восстание родственников Гонория. После вторжения варваров в 409 году Константин III сделал своего старшего сына августом.
Констант II по поручению отца предпринял поход в Испанию и собрал лучшие войска. Его сопровождал британец Геронтий, которого он назначил magister militum, и префект Галлии Аполлинарий (дед писателя Сидония Аполлинария). Константу удалось подавить сопротивление испанских родственников Гонория; двое из них — Дидим и Верениан — оказались в плену вместе со своими семьями. Констант доставил их к отцу, который приказал казнить обоих и вернулся в Испанию в сопровождении полководца Юста, который, скорее всего, должен был заменить Геронтия. Геронтий поднял восстание против Константа и Константина и объявил императором Максима, поэтому Констант остался в Галлии. Геронтий захватил Галлию и убил Константа близ Вьенна. Григорий Турский сообщал, что Констант был женат, но о дальнейшей судьбе его жены ничего не известно.

## Констант в средневековой британской традиции
Позднейшая британская традиция связывала Константина III и Константа с легендой о рождении короля Артура. Гальфрид Монмутский в своей «Истории королей Британии» писал, что Констант и отец Артура — Утер Пендрагон — были братьями. По легенде, изложенной у Гальфрида, после гибели Константина III Вортигерн уговорил Константа покинуть монастырь, возвёл его на трон, а затем взял власть в свои руки и организовал убийство короля. У Лайамона бегство Константа из монастыря рассказано как авантюрная новелла с переодеванием и погоней. Гальфрид рисует Константа с симпатией как невинную жертву Вортигерна, в то время, как Лайамон осуждает его за уход из монастыря: «некрасивое было начало, некрасивым получился и конец».